# Contea di Grant (Oregon)
La contea di Grant (in inglese Grant County) è una contea dello Stato dell'Oregon, negli Stati Uniti. La popolazione al censimento del 2000 era di 7 935 abitanti. Il capoluogo di contea è Canyon City.

## Geografia
La contea si trova nel centro-est dello stato. La contea è attraversata dal fiume John Day. Più del 60% del territorio appartiene al pubblico e ci sono diverse foreste nazionali, tra cui la foresta nazionale di Umatilla. La contea include la parte meridionale delle Blue Mountains.

### Contee confinanti
- Contea di Umatilla - nord
- Contea di Union - nord-est
- Contea di Baker - est
- Contea di Malheur - sud-est
- Contea di Harney - sud
- Contea di Crook - sud-ovest
- Contea di Wheeler - ovest
- Contea di Morrow - nord-ovest

## Storia
La contea fu istituita nel 1864 da parti delle contee di Wasco e Umatilla e fu chiamata così in onore del presidente Ulysses S. Grant.

## Cities
- Canyon City (capoluogo)
- Dayville
- Granite
- Greenhorn
- John Day
- Long Creek
- Monument
- Mount Vernon
- Prairie City
- Seneca